# David Costas
David Costas Cordal (ur. 26 marca 1995 w Vigo) – hiszpański piłkarz występujący na pozycji obrońcy w Celcie Vigo.